# Ángel Acuña
Ángel Acuña Lizana, detto Mudo (Chihuahua, 11 febbraio 1919 – Pima, 1º agosto 1997), è stato un cestista messicano naturalizzato statunitense.

## Carriera
Fu il primo atleta sordo a prendere parte ai Giochi olimpici in uno sport di squadra; partecipò infatti ai Giochi di Londra 1948 con il Messico, classificandosi al 4º posto finale.
Trasferitosi a Los Angeles nel 1946, giocò successivamente anche gari di esibizione con gli Harlem Globetrotters e i New York Generals, poi militò nei Boston Whirlwinds e nei New York Celtics in American Basketball League. Dopo il ritiro dal basket giocato, fu allenatore di varie squadre messicane.